# 邱啟益
邱啟益（1975年10月6日—）為台灣男子籃球教練、運動員；曾效力於超級籃球聯賽裕隆恐龍。為2000年代中華隊當家射手，彈跳力一流，位置得分後衛。目前擔任台元紡織總教練，曾在第九季接任裕隆纳智捷執行教練。
前妻為台灣女藝人倪雅倫，2008年結婚，育有一女，2013年2月因個性不合而離婚。

## 參賽紀錄
- 1999年福岡第20屆亞洲盃 第4名
- 2000年第23屆瓊斯盃 第3名
- 2001年大阪第3屆東亞運 第2名
- 2001年上海第21屆亞洲盃 第7名
- 2002年第25屆瓊斯盃 第7名

## 得獎紀錄
- 1999年 06月 甲組聯賽 得分王
- 1999年 06月 甲組聯賽 MVP
- 1999年 06月 甲組聯賽 最佳5人
- 1999年 12月 總統盃 最佳5人
- 2021年 第十六季女子超級籃球聯賽年度教練
- 2022年 第十七季女子超級籃球聯賽年度教練
- 2023年 第十八季女子超級籃球聯賽年度教練

## 外部連結
- 邱啟益在fiba.basketball（英语）
- 邱啟益在archive.fiba.com（存檔）（英语）
- 邱啟益在archive.fiba.com（存檔）（英语）
- 邱啟益在Eurobasket.com（球員）（英语）